# Joseph Magutt

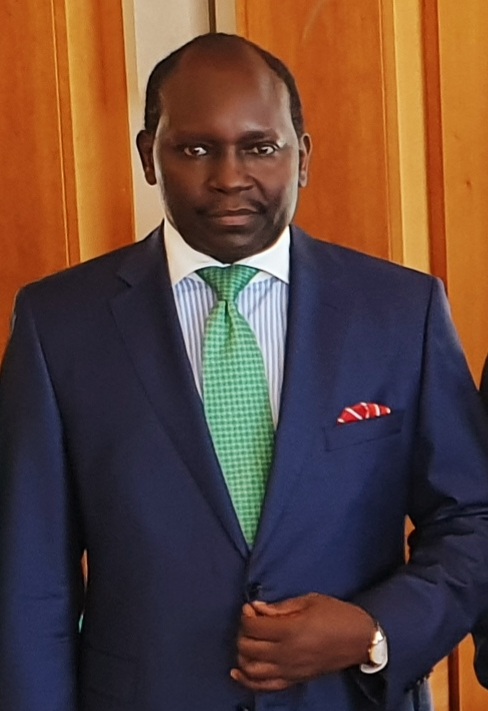
Joseph Magutt, 2019

Joseph Kipng'etich Magutt (* 30. Dezember 1969) ist ein kenianischer Diplomat und Politikwissenschaftler.

## Leben
Magutt erwarb 1994 an der Kenyatta University den Bachelor of Arts (BA Hons). 1997 folgte ein Diplomabschluss in einem Postgradualen Studium (PG Dip) in Internationalen Beziehungen an der Universität Nairobi.
Der auch als Magoott bekannte, gehörte 2007 zum Kampagnenteam der Partei Orange Democratic Movement, deren Strategie und Programmatik er mitbestimmte.
Er arbeitete als Dozent für Politik und internationale Studien an der Kenyatta University und lehrte auch an der United States International University Africa, an der Moi University, an der Jomo Kenyatta University of Agriculture and Technology und der Egerton University.
Magutt veröffentlicht häufig zu politischen Themen unter anderem in den Zeitungen Daily Nation, The Standard und dem The People and Management Magazine.
Am 4. März 2015 wurde er als Botschafter Kenias in Deutschland mit Dienstsitz in der Kenianischen Botschaft in Berlin akkreditiert. Eine Nebenakkreditierung erfolgte beim Heiligen Stuhl.